# Saint-Claude (Guadalupe)
Saint-Claude é uma comuna francesa na região administrativa de Guadeloupe, no departamento de Guadeloupe. Estende-se por uma área de 34 km², com 10 191 habitantes, segundo os censos de 1999, com uma densidade de 300 hab/km².